# Bobbi Starr

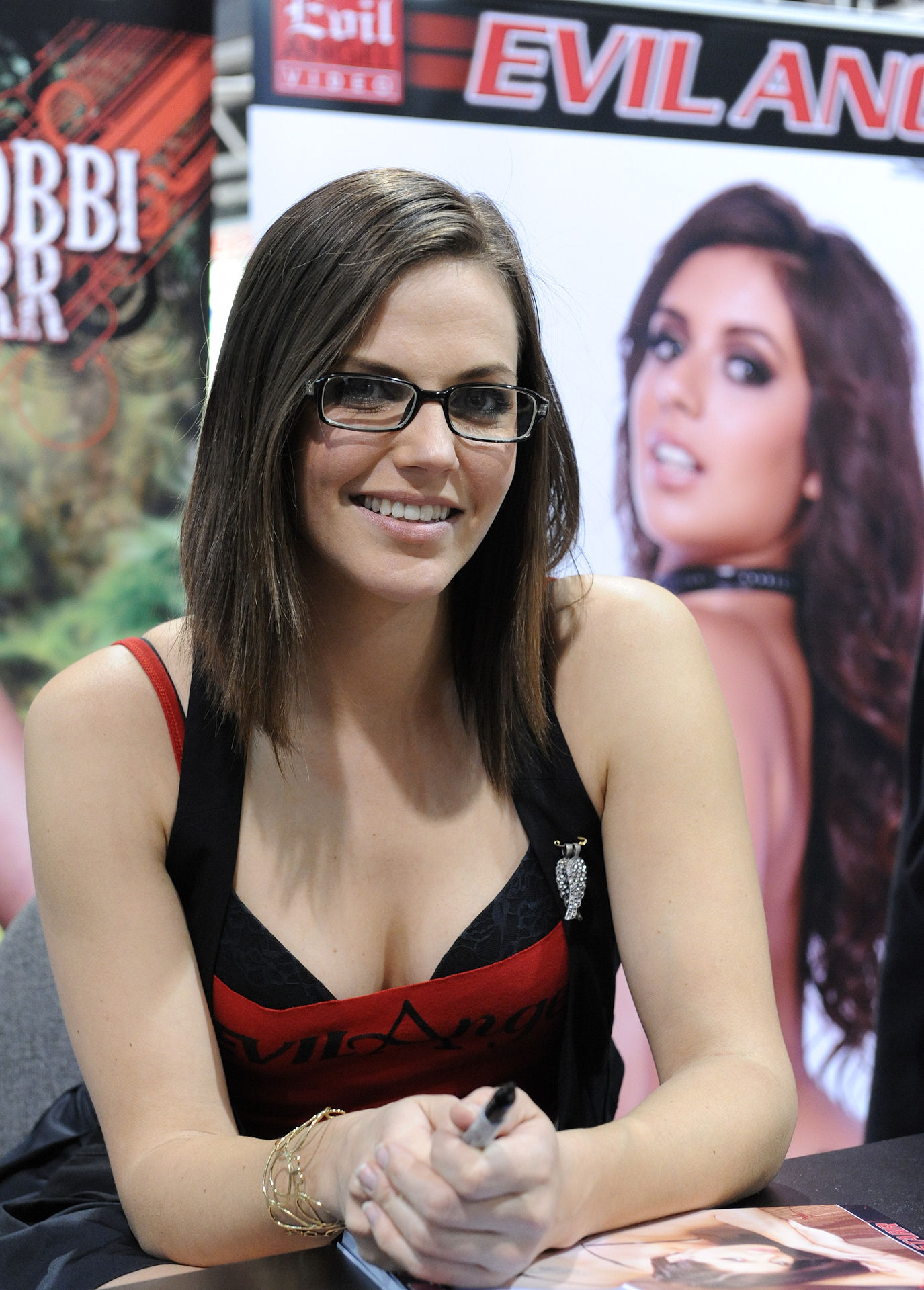
AVN Adult Entertainment Expo 2011

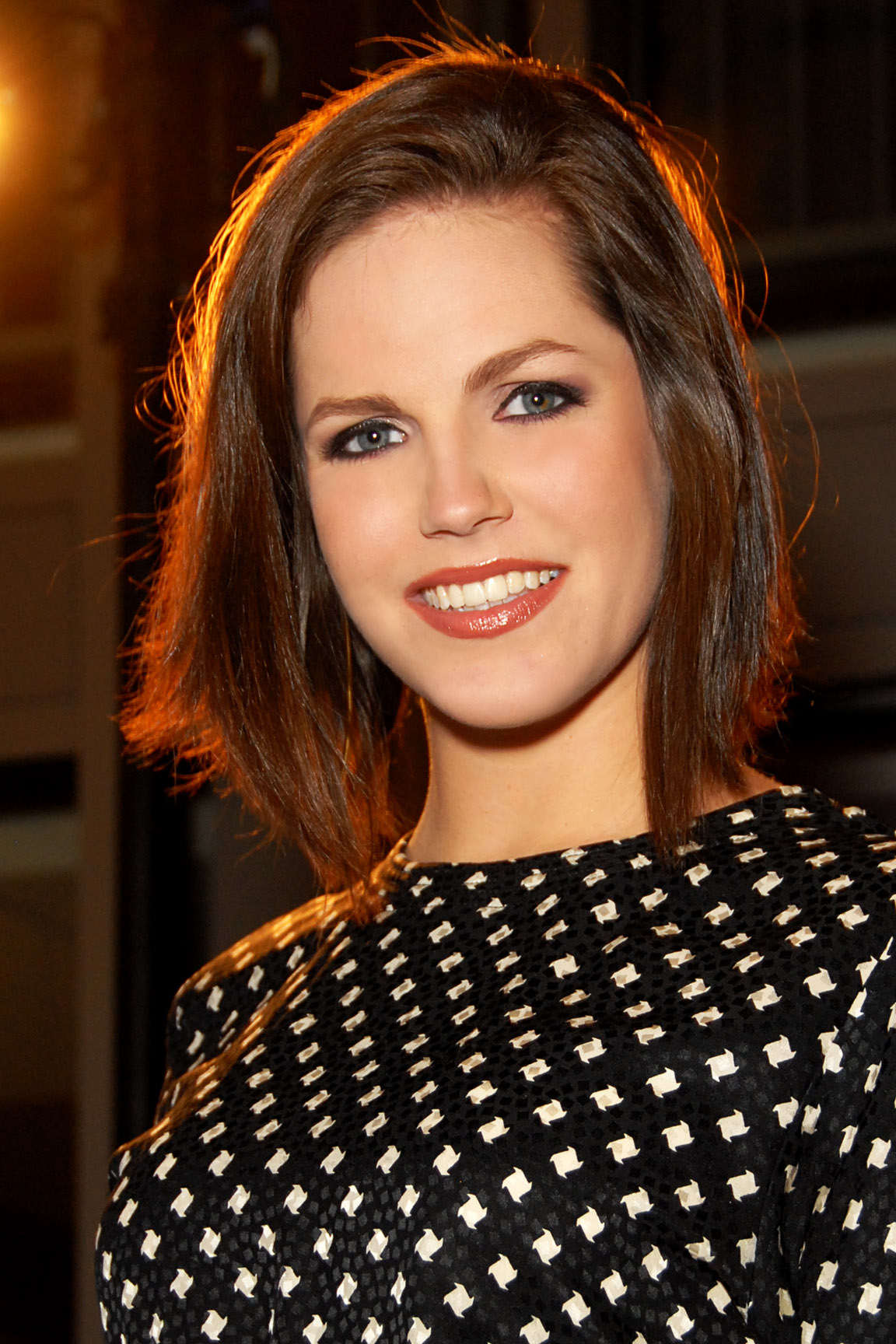
Bobbi Starr bei den Free Speech Coalition Awards 2009

Bobbi Starr, Künstlername von Elizabeth Renee Evans (* 6. April 1983 in Santa Clara, Kalifornien), oft auch Bobbi Star geschrieben, ist eine ehemalige US-amerikanische Pornodarstellerin, Regisseurin und AVN-Award-Trägerin.

## Leben und Karriere
Bobbi Starr entstammt einer protestantischen Familie, die italienisch-albanisch-ungarischer Abkunft ist. Sie machte ihren Bachelor-Abschluss an der San José State University in Musik und spielt Oboe. Vor dem Beginn ihrer Karriere als Pornodarstellerin arbeitete sie in verschiedenen Ensembles und als Musiklehrerin.
Sie begann ihre Karriere als Darstellerin in der Pornofilmbranche im Alter von 23 Jahren. Die ersten Pornofilme, in denen sie als Darstellerin mitwirkte, waren BDSM-Videos für einschlägige Websites, wie dem Anbieter von Internet-Pornografie Kink. Für einige dieser Unternehmen war sie bis zum Ende ihrer Karriere als Darstellerin tätig. Die meisten ihrer Filme beinhalten Analsex-Szenen.
Sie ist Cover-Model für viele Filme von Red Light District Video und Combat Zone. Starr wirkte bereits in Filmen der Unternehmen Evil Angel, Jules Jordan Video, Ninn Worx, Digital Playground, Private, Vivid Girlfriends Films und war als Darstellerin in Pornofilmen der Websites Brazzers, Bangbros, Kink und Reality Kings tätig. Es gibt vier Filmproduktionen, die ihren Namen im Titel führen.
Sie war Finalistin der Reality Show America’s Next Hot Porn Star, einer Show, die nach dem Vorbild der Fernsehsendung „America’s Next Top Model“ konzipiert ist. Sie war bei den AVN Awards im Jahr 2008 in den Kategorien „Best Group Sex Scene - Video“, „Best Anal Sex Scene - Video“ und „Unsung Starlet of the Year“ nominiert. 2009 war sie unter anderem als „Female Performer of the Year“ nominiert. 2010 war sie für 18 AVN Awards nominiert und gewann zwei, einen für eine Soloszene, den anderen für eine Double-Penetration-Szene.
Bobbi Starr bezeichnet sich selbst als Sex-positive Feministin. Sie gibt zu, dass einige Feministinnen Sex und vor allem Pornografie als Erniedrigung empfinden, sagt aber, „Ich fühle mich nicht degradiert, denn es ist meine eigene Entscheidung. Ich weiß, dass, wenn ich mich degradiert oder nicht wohl fühlen würde, ich nur nein sagen müsste und aufhören könnte. Ich denke nicht, dass etwas, bei dem Frauen soviel Kontrolle haben, als Degradierung von Frauen bezeichnet werden kann.“
Neben ihrer Tätigkeit als Pornodarstellerin ist sie auch Autorin von Artikeln der Website Metalsucks.net, wo sie mit Ironie über ihre Leidenschaft für Metal berichtet.
Sie fungierte außerdem als Hostess bei der Electronic Entertainment Expo.
Am 11. März 2009 wurde bekannt gegeben, dass sie wieder für den XRCO-Award nominiert ist. Sie wurde viermal nominiert, die Gewinner wurden am 29. April 2010 bekanntgegeben. Bobbi Starr gewann zwei Preise.
Ab 2011 war sie auch als Regisseurin tätig. Bei der AVN-Award-Verleihung 2012 wurde sie mit dem Preis Female Performer of the Year ausgezeichnet.
Im Oktober 2013 gab sie ihre Schwangerschaft bekannt und verkündete das Ende ihrer Filmkarriere.

## Auszeichnungen
- 2009 XRCO Award Superslut

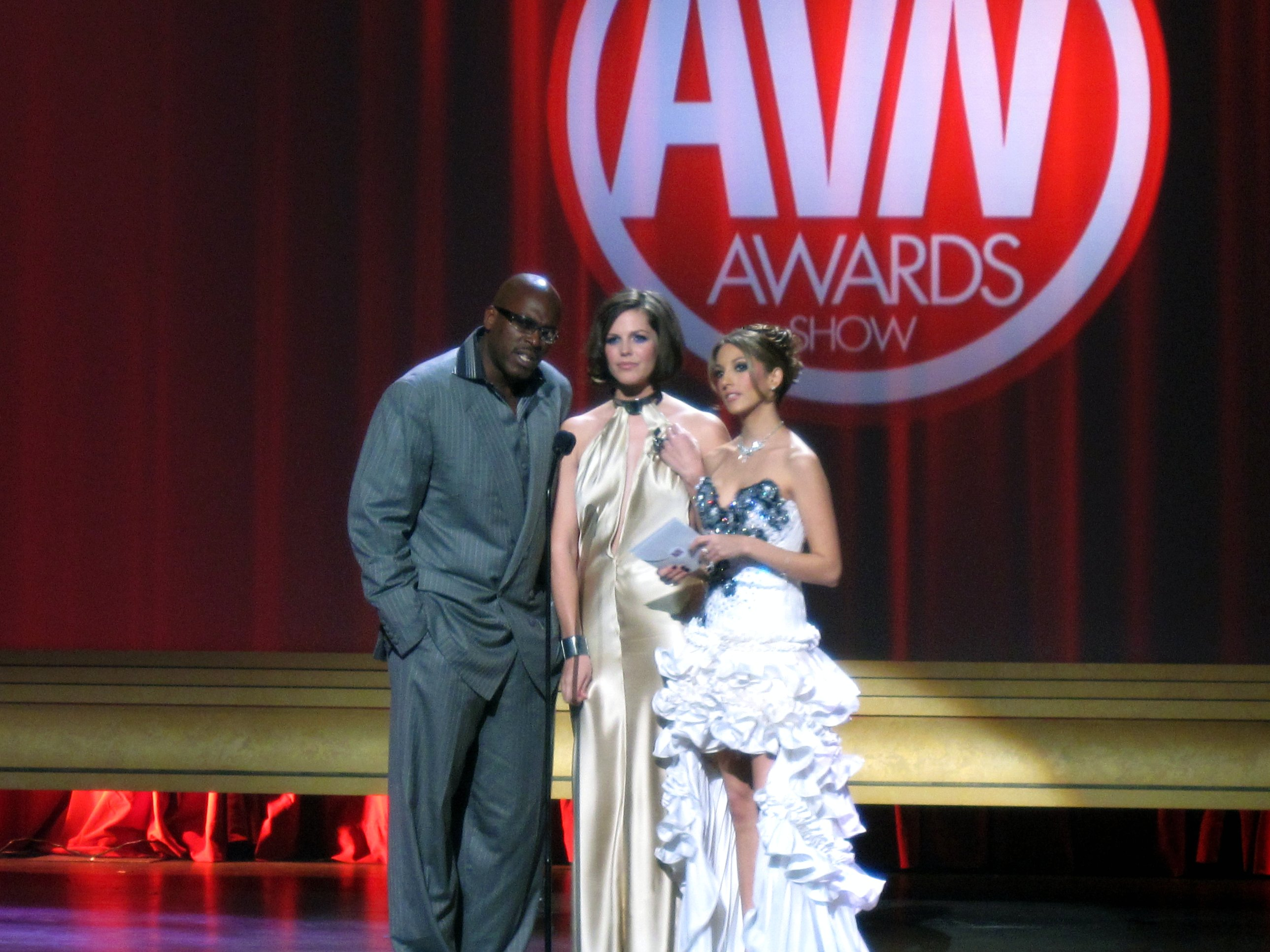
Bobbi Starr (Mitte) moderiert die AVN Awards 2010

- 2010 AVN Award – „Best Double Penetration Sex Scene“ in Bobbi Starr & Dana DeArmond’s Insatiable Voyage[10]
- 2010 AVN Award – „Most Outrageous Sex Scene“ – Soloszene in Belladonna: No Warning 4
- 2010 Fleshbot's Crush of the Year[11]
- 2010 XRCO Award – Superslut
- 2010 XRCO Award – Orgasmic Oralist
- 2011 XRCO Award – Orgasmic Analist[12]
- 2011: Erotic Lounge Jury Award: Bester Gonzo Film mit Shut Up And Fuck[13]
- 2012 AVN Award – Female Performer of the Year
- +37 Nominierungen

## Filmografie (Auswahl)
Die Internet Adult Film Database (IAFD) listet bis heute (Stand: Januar 2024) 877 Filme, in denen sie mitgespielt hat. Außerdem listet die IAFD 288 Filme auf, in denen sie Regie geführt hat.
- 2009: Performers of the Year 2009
- 2010: Performers of the Year 2010
- Bobbi Violates Europe (AVN Award 2010 als Best Foreign All-Sex Release)
- 2011: Gangbanged 1
- 2012: Performers of the Year 2012
- Bobbi Starr & Dana DeArmond’s Insatiable Voyage
- Bobbi Starr: Nymphomaniac
- Filthy Beauty: The Best of Bobbi Starr
- Belladonna’s Ass Wide Open
- Women Seeking Women 34, 42, 58, 59, 62, 65
- Suck It Dry 4
- Evil Anal 5, 10
- BatfXXX: Dark Night Parody
- Belladonna: No Warning 5
- Slutty and Sluttier 3, 9
- The Sex Files – A Dark XXX Parody 2
- Sex & The City: The Original XXX Parody
- Big Wet Asses 13
- Evil Pink 3, 4
- Strap Attack 11
- Horizon
- Car Wash Girls 1
- Dokumentarfilm, Nebenrolle: 9to5 – Days in Porn
- The Big Lebowski: A XXX Parody
- Star Trek The Next Generation: A XXX Parody

### Als Regisseurin
- Bobbi’s World
- Shut Up and Fuck
- Bobbi Loves Boys
- Occupy My Ass
- One
- Vicarious: So Close You Can Taste It